# Tilletia bromi
Tilletia bromi är en svampart som först beskrevs av Brockm., och fick sitt nu gällande namn av Brockm. 1959. Tilletia bromi ingår i släktet Tilletia och familjen Tilletiaceae.   Inga underarter finns listade i Catalogue of Life.